# Cacodaemon spinicollis
Cacodaemon spinicollis es una especie de insecto coleóptero de la familia Endomychidae.

## Distribución geográfica
Habita en Sumatra, Malasia y Borneo.